# Provincia Jujuy

Localizarea provinciei în Argentina

Provincia Jujuy (spaniolă Provincia del Jujuy) este una dintre provinciile Argentinei, localizată în partea nord-vestică a statului, la frontiera cu Chile și Bolivia. Capitala provinciei este orașul San Salvador de Jujuy.